# 漆彫開
漆彫開（前540年—前489年），〈又有人作漆雕開〉，名啟，字子開，蔡人，小孔子十一歲。為孔子一門生，曾受臏刑，传习《尚书》。《韩非子》记载，“儒分为八”，“有子张之儒，有子思之儒，有颜氏之儒，有孟氏之儒，有漆雕氏之儒，有仲良氏之儒，有孙氏之儒，有乐正氏之儒。” 漆雕氏之儒就是漆彫開的后学弟子。唐開元封滕伯，宋封平輿侯。